# 大須演芸場
大須演芸場（おおすえんげいじょう）は、愛知県名古屋市中区大須二丁目にある寄席・劇場。大須観音のすぐそばにある。中京圏で唯一の寄席として知られる。

## 概要
落語や色物などを上演する常設の寄席である。木造の2階建てで1階は椅子、2階は座敷席となっている。戦後の名古屋でほぼ唯一の常打ちの寄席だった。名古屋に限らず中京地区唯一の寄席で、落語・漫才・手品・浪曲などの演芸や、年2回のロック歌舞伎スーパー一座による公演が行われ、大須大道町人祭の会場としても使われていた。ビートたけしや明石家さんまらがまだ売れない駆け出し時代に出演している。客が少ないことでも有名で、客が1人しかいない中で上演されることもあった。
常に経営難で、大須演芸場の苦境を知って、古今亭志ん朝が独演会を開いて応援するなど、救いの手をさしのべる人々によって閉鎖の危機を乗り越えたことでも知られる。
2015年9月22日一般社団法人としてリニューアル開場し、毎月1日-7日の上席のみ寄席を開催し、残りの8日-末日は貸席として演芸に関する催し物、地域住民のためのイベント、各種企業セミナー会場などとしても利用が可能。新装開場当初は定席は10日間であったが、2019年6月より7日間に短縮した。

## 施設
座席数は2014年までは1階:約150席、2階:約80席の計250席だったが、2015年の再オープン後は1階:131席、2階:48席の計179席に減少した。2階席最前列は、手すりが高い位置に一本追加となった。
舞台上手には出演者の名前の書かれた板をはめこんで掲示する回転式の見出しがあるが、2015年以降は用いられず、現在の定席では舞台下手にめくり台を置き、橘右太治による寄席文字のめくりが使われている。

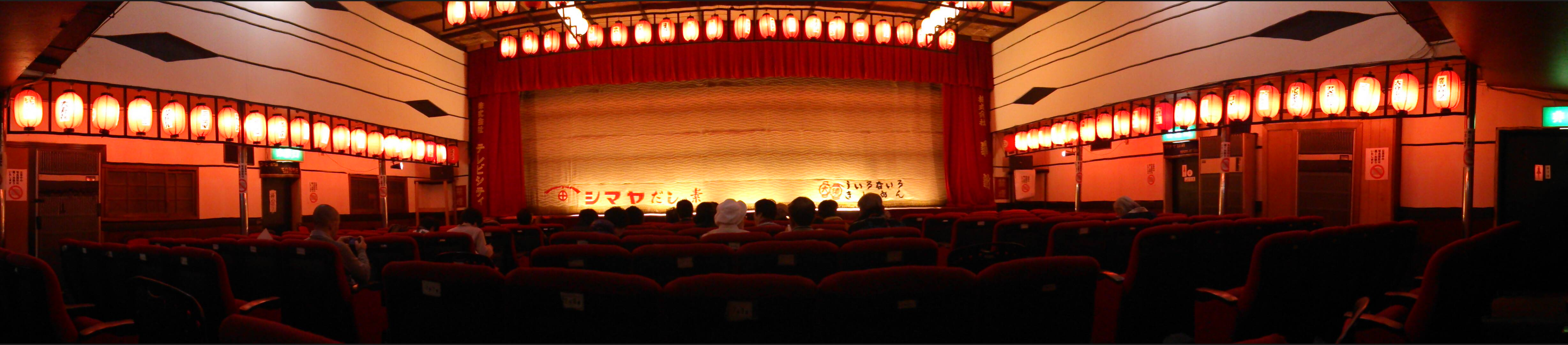
旧大須演芸場パノラマ撮影

## 歴史
前身は大正期から同地とその南側までの1区画にあった映画と演劇の中規模劇場だった港座である。戦後の1947年（昭和22年）に営業を再開するとストリップ劇場になり、1957年（昭和32年）には邦画の上映館となり、最後は再びストリップ劇場の港ミュージックとなっていた。ストリップの合間にはコントが上演されていた。この港座時代にショーやコントの台本を書くスタッフとして住み込みで働いていた中には後に脚本家となる山田信夫がいた。
1963年（昭和38年）に港座が閉館すると、建物の半分は取り壊された。残った楽屋部分を改築し、1965年（昭和40年）10月1日に落語とコントと漫才を上演する寄席として、樋口君子を席亭に大須演芸場がオープンした。ストリップ小屋の経営者の夫が死んだことがきっかけの衣替えだった。戦前の名古屋には多数の演芸場があったが、1945年（昭和20年）3月の空襲（名古屋大空襲）によって軒並み焼失し、戦後は1948年（昭和23年）から1961年（昭和36年）まで納屋橋の富士劇場が営業していた程度で、それ以来の名古屋の常打ち寄席だった。
開館当初は、六代目三遊亭圓生、五代目柳家小さん、三笑亭夢楽、横山やすし・西川きよし、コント55号、チャンバラトリオなど著名な落語家や人気芸人が出演。開場当初は、31日には演芸余一会という落語会を開催していた。
1966年（昭和41年）7月21日にはレギュラーの中継録画番組『東西お笑い大須寄席』の放送が名古屋テレビでスタート。1967年（昭和42年）1月には『東西デラックス寄席』の番組名となり、1968年（昭和43年）8月から司会が東京二・京太から内海カッパ・今宮エビスに交代。日曜日の午後に放送されていた。この時期、1968年に中学2年生だった上沼恵美子が漫才師として初舞台を踏んでいる。
開場して数年は毎月大入り袋がでる大盛況ぶりで、これに刺激されて大須が開場した翌年の1966年（昭和41年）には中村区に中村演芸場が、今池には今池演芸ホールが開場したが、中村は半年で、今池は約20日間で閉鎖した。1967年（昭和42年）1月には地元の資産家が近くに新たに定員234名のシネラマ演芸場を開設したことから、危機感を抱いた樋口は芸人を拘束して出演機会を増やしシネラマへ出演できなくしようと新たな演芸場を開設した。1967年（昭和42年）3月1日に名古屋市中川区の尾頭橋に誕生した尾頭演芸場がその姉妹館である。しかし立地条件の悪さから定員140名の尾頭は集客がうまくいかず、常打ちをやめて同年6月から全指定席の日曜寄席にし、最終的には9月で閉館になった。シネラマ演芸場を6月限りで閉鎖に追い込むことには成功したが、尾頭演芸場の失敗で赤字を抱え、大須演芸場の資金繰りにまで窮するようになった。そして大須演芸場は再び名古屋唯一の常打ちの寄席になった。
樋口君子の後を継いで1973年（昭和48年）11月1日より席亭となったのが、以後40年以上にわたって席亭を務めた名古屋市中区出身の足立秀夫（1934年 - 2024年5月14日）である。足立は大阪の不動産業で財産を築き、生来の寄席好きから芸能プロダクションも経営していた人物であった。樋口から依頼で不動産会社と芸能プロダクションを閉め、運営資金として1億円を用意し、名古屋へ戻って経営を引き継いだ。
大須演芸場の地権者は大須観音で、営業権を取得した足立は建物も購入しようとしたが、前の経営者による税金滞納のため国・県・市や金融業者から差し押さえられていることが判明したために購入は断念し、建物は賃貸で運営していくことにした。
足立が席亭になった当初は運営資金に余裕もあったことから東西の人気芸人を呼んで繁昌していたが、その出演料が高額であったことに加え、大勢のスタッフを雇っていたためにその人件費の負担も大きかった。放漫経営、丼勘定で赤字の興行が続き、資金難に陥ると従業員も次々と辞めていき、2、3名となった。ギャラの高い有名芸人も呼ぶことが難しくなりギャラの安い芸人や新人芸人しか呼べなくなった結果、客席には閑古鳥が鳴くようになった。
この時代には、後に有名になった芸人が若手時代に出演しており、漫才コンビのB&Bが1972年にここで初舞台を踏んだ。ツービートはこの大須演芸場からの出演依頼がきっかけとなって誕生した。当初はビートきよしが他の相方とコンビを組んで出演する予定だったが立ち消えとなったため急遽誘ったのがビートたけしであった。ビートたけしは下積み時代に大須演芸場で経験した思い出話を語ることがある（詳細はツービートの該当記事を参照）。楽屋化粧前の台の裏側には1975年に書かれたであろう明石家さんまの落書き（サイン）があり、そこには「今日も客なし 明日は?」と書かれている。なお、当時のツービートのギャラは2人合わせて1日4千円、明石家さんまのギャラは1日1000円であったという。この他にも泉ピン子、笑福亭鶴瓶らが新人時代に出演した。
足立が経営を引き継いだ2年後の1975年についに資金が底をつき、以後は入質して運営資金を捻出していた。1978年頃にはその質草もなくなって金融業者から借金するようになった。1978年6月には借金2千万円で経営難が報じられた。翌月には事実上倒産したとされて、大須商店街の商店主らを中心に新会社を設立して、名古屋演芸場として再発足することで話がまとまりかけたが、最終的には流れた。
打開策として芸人のギャラを削減するため、1978年（昭和53年）8月1日より売り上げに応じてギャラを配分する割り興行のスタイルをとった。対外的には席亭の足立が資金繰りのため行方知れずで不在とし、芸人たちによる自主興行という形で危機をアピールしてマスコミの注目を集めたが、実際には席亭の足立が裏で全てを仕切っていた。表向きに興行主として表に出ていたのは吉本新喜劇出身のコメディアン奥津由三で、奥津のつてで藤田まことやディック・ミネが自主興行時代に友情出演した。
その後、1979年（昭和54年）頃からの漫才ブームで一息つくも、1981年（昭和56年）後半から再び客足が落ち、1983年（昭和58年）8月には芸人の自主興行の形の割り興行から元の寄席経営のスタイルに戻した。
その後も経営難の連続で、1985年（昭和60年）には3年間の家賃滞納で最初の強制執行を受けた。このときは話し合いで9月1日より未払いの家賃を毎日1万円払うことで合意して営業を継続。『中日新聞』で強制執行による閉鎖危機を大きく報じられ、強制執行にはマスコミが殺到。これが逆に宣伝となって、1986年の冬まで漫才ブーム以来の大入りが続き、そのおかげで借金を返済できた。同年には東海テレビが支援に乗り出し、2月26日から寄席を中継録画した『なごや爆笑寄席 大須演芸場』を毎月最終火曜日の深夜0時30分から1時にレギュラーで放送した。
1987年（昭和62年）から再び1日の来客数が10名未満という閑古鳥状態に戻り、1990年代には東西の大物の好意の出演で窮状を救われた。1990年（平成2年）からの10年間、3日連続で古今亭志ん朝は格安の出演料で独演会を引き受け、ミヤコ蝶々も1993年（平成5年）からの3年間をノーギャラで出演した。特に志ん朝の独演会は東京では行われないため、立ち見が出るほどの盛況で、東京在住の作家の小林信彦やエッセイストの中野翠はわざわざこのためだけに泊まりがけで名古屋に滞在するほどであった
漫才コンビの正司敏江・玲児も、1985年（昭和60年）3月と1991年（平成3年）の2度にわたって大須演芸場を助けようと連日出演。志ん朝や蝶々と並んで足立が苦境を救ってくれた恩人と呼ぶ存在である。正司敏江は、2014年（平成26年）1月の閉鎖を知ったときも、大阪での舞台をキャンセルして、大須演芸場に駆けつけ10日間の正月興行に参加した。
2000年（平成12年）になり建物の所有者の負債を処理するため演芸場の建物は競売にかけられ、舞台美術を手掛ける地元企業が所有権を落札。新たな建物所有者とは月額30万円の賃貸契約で営業が続いた。
平日の客入りは10人程度前後で、売上は1万円から2万円。芸人の出演料の3万円を支払うと赤字で、その穴埋めのために専属芸人の営業斡旋（「出張演芸」と称す）や席亭自らの講演料等によって、興行収入の減少を補っていた。
建物の所有者は地権者に土地代を払いながら、大須演芸場の家賃滞納に悩まされ続け、2011年には30万円の賃貸料を20万円に値下げしたが、芸人への支払いを優先して賃貸料は支払われず滞納は改善されなかった。大家側は貸し小屋事業では収益を確保できていながら未払いを続けているとみて強制執行の申し立てをし、2014年（平成26年）2月3日に建物明け渡しの強制執行がなされ、営業が終了した。席亭の足立は以後も同演芸場の住居部分に居住していたが、2月25日に近隣のマンションに引っ越し、3月3日に正式に所有者に建物が引き渡された。
営業終了翌日の2月4日に高須克弥が席亭の足立に対する営業支援を表明するが、所有者側はそれを断って5月始めまでに建物の現状確認を行った上で耐震等の補強工事を行い、新たな席亭を立てて「年内に新生演芸場の第2幕が開けられる状態にこぎ着けたい」との意向を示し、新たな席亭による営業再開に意欲を見せた。
2015年（平成27年）6月、最高顧問に初代林家三平の妻・海老名香葉子を迎えて、同年9月22日に再オープンすると発表した。
2015年（平成27年）9月には名古屋青年会議所のメンバーを中心にボランティア団体として「一般社団法人 大須演芸場」を設立。社団法人理事による合議制により演芸場を運営。代表理事は澤木孝夫、演芸場支配人は矢崎通也。矢崎は東京生まれ、両親は芸能プロダクション「矢崎芸能」を経営。東京で人材派遣会社を経営していたが名古屋にいた身内から声をかけられ転身。青年会議所メンバーの同窓生などを中心に寄付を募った。
2020年（令和2年）8月末、最高顧問の海老名香葉子が高齢で職を辞した。
2021年（令和3年）4月、運営法人が建物の所有会社から賃料（月額60万円）の増額を求める訴訟を名古屋地裁に起こされたことが共同通信に報道された。演芸場側は「新型コロナウイルス禍で経営が苦しい」として減額を求め反訴。

## 年表
- 1965年10月1日 - 開場[46]。
- 1966年7月 - 名古屋テレビでレギュラー番組『東西お笑い大須寄席』が放送開始。
- 1967年3月1日 - 姉妹館の尾頭演芸場がオープン。9月で閉館。
- 1973年8月 - 席亭が足立秀夫に交代。
- 1978年 - 出演者に対する出演料に東京同様「割」制度を導入。
- 1980年10月 - 9月中旬から3日かけて東西の演芸人が出演したNHK総合テレビの『ひるのプレゼント』「名古屋で笑おう 東西演芸腕くらべ」が17日から5日連続で放送[新聞 22]。
- 1980年12月 - 半年と1年間の定期の入場券を発行[新聞 23]。
- 1983年 - 割制度を廃止。
- 1985年8月21日 - 1981年10月から月額33万円の家賃を滞納し、総額が約1500万円にのぼったことから、名古屋地方裁判所の執行官と大家側の代理人が訪れて、強制執行処分を受けた。話し合いによって1日1万円を支払うことを条件に建物明け渡しが猶予される[新聞 24]。
- 1986年2月26日 - 東海テレビで火曜深夜（水曜日）に月に1度のレギュラー番組『名古屋爆笑寄席 大須演芸場』が放送開始。
- 1986年12月 - NTTの名古屋中電電局が1日2回の公演をテレホンサービスで生中継した。公演時間外は、三遊亭円丈の落語「きいてちょうでェ名古屋弁」を流した[新聞 25]。
- 1988年12月 - ロック歌舞伎スーパー一座による大須師走歌舞伎の公演がこの年より始まる[47]
- 1990年 - この年より年に1度の古今亭志ん朝の独演会が始まる。（～1999年まで）
- 1990年4月17日 - 開館以来初の観客数ゼロを記録[新聞 26]。
- 1993年 - ミヤコ蝶々のトークショーが始まる。
- 1994年1月 - 大須に本社を置く地元局テレビ愛知が開局10周年を記念して、『新春大須演芸場中継』と題した同演芸場からの中継特別番組を放送した。
- 2000年7月 - 競売に掛けられるが、支援者が落札。
- 2003年8月 - 東京から立川談志門下を破門された立川志加吾・立川談号が移り住み、雷門小福門下となる。以降大須演芸場を拠点として活動する。
- 2007年6月 - テレビ番組『さまぁ〜ずげりらっパ』の企画でその窮状を知った落語家の笑福亭鶴瓶が無報酬で公演を引き受け、売り上げ金は施設の改修などに費やされた。
- 2008年3月7日 - テレビ愛知が開局25周年を記念して、『笑いの花道IN名古屋』を収録した。愛知県出身のスピードワゴンなどが出演し、120人の観客が訪れた。この模様は、その翌日の3月8日に同局で土曜スペシャル枠内にて放送された。
- 2008年12月29日 - 大須商店街の人たちがNPO法人あいちクローバーと協力し、「笑死阻止!大須演芸場へAEDを!」をスローガンにチャリティ歌合戦を開催。150名を超える観客が来場し、収益金でAEDが設置された。チャリティには多くの著名人が協力し、オリンピック金メダリストの吉田沙保里や中日ドラゴンズの荒木雅博も出品協力した。チャリティオークションの司会は地元で活躍するラジオパーソナリティの黒岩唯一が担当した。
- 2011年5月 - 所有者と席亭の間で、賃料の減額および今後滞納した場合に賃貸契約を解除する旨の調停が成立[新聞 2]。
- 2011年 - 快楽亭ブラック（2代目）が楽屋に寝泊まりして、演芸場を名古屋の拠点として活動を始める。（～2014年2月）
- 2013年4月 - 演芸場の土地・建物の賃料の支払いが滞り、所有者が建物の明け渡しを通告。強制執行を名古屋地裁に申し立てた。
- 2014年1月29日 - アマチュア時代にコントチーム・温泉こんにゃくアクロバットショーのメンバーとして演芸場で度々自主興行を行っていた青木さやかと東京ダイナマイトの松田大輔が『恩返し公演』を行い、売り上げ金全額を寄付した。[新聞 27]
- 2014年1月31日 - 最後の有料興行を行う。翌日より無料興行を実施。
- 2014年2月3日 - 2代目快楽亭ブラックによる「お血脈」の公演途中に執行官が到着し興行を打ち切る[48]。その後強制執行が行われ営業を終了した[新聞 28]。
- 2014年5月25日 - 東海ラジオによるラジオドキュメンタリー『大須演芸場盛衰記～笑ってさよなら』放送。天野鎮雄が擬人化した演芸場としてナレーション、演芸場の歴史を明るく紹介した[WEB 7]。番組は同年10月、放送文化基金賞（第41回）ラジオ番組部門優秀賞を受賞[49]。
- 2014年9月28日 - 閉館中だったが『痛快!明石家電視台』の特番の収録が行われ、明石家さんまが39年ぶりに舞台に立った[新聞 29]。
- 2015年4月 - 建物所有者側が「大須演芸場」の名前を特許庁に登録商標として出願[新聞 30]。これにより、閉館後も「大須演芸場」名義のホームページを開き続け、出張興行の営業を続けていた旧席亭の足立秀夫は「大須演芸場」の名称が使用できなくなった。その後、ホームページは2015年7月に名称変更[50]。
- 2015年6月15日 - 建物所有者と最高顧問の海老名香葉子が大須観音で記者会見。9月22日に落語協会・柳亭市馬会長、上方落語協会・桂文枝会長（ともに当時）ほか東名阪の芸人を招き、新生大須演芸場のこけら落とし公演をすると発表した[新聞 31][51]。
- 2015年9月22日 - 営業再開[新聞 32][新聞 33]。出演者一同は大須観音での祈祷、名古屋市の河村たかし市長の挨拶、出演者一同による記者会見のあと、大須商店街をパレードで練り歩いた。昼の部のこけら落とし公演では、出演者による口上とともに、明石家さんまのビデオメッセージやビートたけしからの祝辞が披露された。夜の部では「名古屋芸人開場特別寄席」が開かれた[WEB 8][新聞 34]。
- 2015年9月27日 - 「開場記念特別寄席」にケーシー高峰が特別出演。
- 2015年12月 - テレビ愛知で『笑う大須演芸場』の放送開始[WEB 9]。この番組で年２回演芸場の舞台に立っている中川家は、インタビューで「理想形に近い漫才ができる小屋」と語っている[52][注釈 4]。
- 2016年4月9日･10日 - 4月定席に高木ブー（ウクレレ漫談）が特別出演[53]。
- 2018年1月1日 - この日放送された東海テレビ『お正月だよ！ぐっさん家！名古屋にさんまさんがやって来ちゃったよSP』で、明石家さんまが山口智充とともに大須演芸場を訪れ、演芸場ロビーに飾られている自分のサイン[新聞 6]と対面、舞台で山口と即興で漫才を行った[WEB 10][WEB 11]。
- 2018年5月4日 - 東海テレビ特番『たけしがナゴヤにやってきた』で、ビートたけしが久しぶりに[29]大須演芸場を訪れた様子が放送された[WEB 12]。
- 2018年8月1日 - この日の第二部、隅田川馬石の後に、名古屋市長・河村たかしが「特別講話」として登場。共演は旭堂鱗林・平安桜[54][55]。
- 2019年6月 - 定席が毎月1日-10日の10日間から、1日-7日の7日間となる[56]。
- 2019年8月19日 - 23日、26日-30日 - 松竹と株式会社蔦井（名古屋市）により、演芸場を舞台にバーチャルリアリティーホラーと怪談を融合させた新感覚お化け屋敷「老婆の呪面」を開催。冒頭では名古屋芸人[57]が怪談を語り、物語の世界への導入役となった[58]。
- 2019年（時期不明）- 一般社団法人大須演芸場理事長が澤木孝夫から岡嶋昇一に変更となる。
- 2020年1月20日(前夜祭）・21日～25日 - 「講談師 神田松之丞 新春連続読み『畔倉重四郎』完全通し公演」(貸館・主催いたちや)。 神田松之丞（当時。現：六代目神田伯山）、東京以外での初の5日間連続通し読み公演。
- 2020年3月 - 1日～7日まで開催予定の3月定席公演が、国からの新型コロナ感染予防のためのイベント自粛要請を受けて中止となり、その後、4月以降の定席も無期限中止が決定された。
- 2020年4月下旬 - 休館により家賃や人件費などの運転資金が不足。ホームページやマスコミで危機を伝えて500万円の寄付を募り[注釈 5]、6月には目標額に達した[59][60]。
- 2020年6月15日 - 3月15日の落語会を最後に利用が止まっていた貸館公演が、定員を約100名に減らして「旭堂鱗林 太閤記続き読みの会」から再開された[61]。
- 2020年8月 - リニューアルオープン5周年の節目となり運営の助言が必要なくなり、自身も高齢であることを理由に最高顧問の職にあった海老名香葉子が辞任。9月に新聞で報道された[新聞 20]。
- 2020年10月 - 1日～4日まで期間を4日間に短縮して、4月に開催が予定されていた「名古屋『雷門』改メ『登龍亭』御披露目興行」で定席寄席興行を再開。
- 2020年12月 - 定席の開催日が1日-7日までに戻る。
- 2021年4月 - 運営法人が建物の所有会社から賃料の増額を求める訴訟を名古屋地裁に起こされた。演芸場側は反訴。
- 2021年4月20日 - 建物が名古屋市認定地域建造物資産に認定される[62]。
- 2021年7月～9月 - 定席を休席。主要顧客の50～70代の再来場が見込めず、高年齢層のコロナウイルスワクチン接種が完了するまで定席休席とした。代替として期間中の第1土・日曜日に大須演芸場レギュラー出演者の名古屋芸人が日替わりで5～7組が出演する「大須土日寄席」を実施した。また、この期間の貸席（貸館）は、主催者の判断で開催・延期・中止と対応が分かれた[新聞 35][63]。
- 2021年9月3日 - 定席の運転資金、施設の修繕や維持管理費などに充てるためのクラウドファンディングを開始（運営：Makuake）[64]。定席招待券、千社札、幟や提灯などへの名前の掲示、特別席年間貸切権などの特典を設け、10月20日の終了までに6,986,000円の寄付を集めた[65]。
- 2021年10月1日 - 定席再開。観覧に際しては飲食禁止、出演者との面会・差し入れ禁止などの制限が設けられ、徐々に緩和されていった。
- 2022年10～12月　- 近隣ビルの解体工事による騒音の支障が生じるため、定席興行の期間を短縮、変更するイレギュラーな番組編成を実施[66]。
- 2023年5月3日 - この日の定席から、開演前に演芸場前で一番太鼓を前座が叩くようになる（雨天は場内）。この日の前座は登龍亭幸吉。
- 2023年12月5日・6日 - この日の定席にタブレット純が出演（トリ：柳家さん喬）[67]。大入満員となる。
- 2024年3月6日・7日 - 定席で「尾張芸人ショート寄席」を開催。地元芸人の出演で90分の公演を1日5回、短時間で楽しめる公演を目指す。この日以降も不定期で開催。
- 2024年5月14日 - 元席亭の足立秀夫が心不全のため、死去。90歳没。訃報は同年7月に明らかになった[24]。演芸場を去ってからも大須に住んでいた[68][69]。
- 2024年9月1日 - この日から開催予定だった9月定席「大須で 東西 住吉踊り」の東京からの出演者が台風10号による交通網寸断により名古屋に到着できず、観客やスタッフの安全も考えて休演となった。公演は翌日より開催[70][71]。

## 寄席番組

### 2014年2月以前
落語、曲独楽、ものまねなどの演芸を中心に、休日には演歌も上演。毎月ごとに出演者・演目が入れ替えられ、出演者は月中でも交替することがあった。1 - 10日を上席、11 - 20日を中席、21 - 30日を下席とし、原則として10日間同じ番組だが、出演者の都合（病欠、営業、テレビラジオなど他の仕事など）によって変更する場合があった。
開演は平日が12時から2回公演、土日祝日は11時から3回公演。いずれも出演者は同じで、入れ替え無しの出入り自由。客入り具合で途中打ち切りもあり。3回公演の場合、3回目に全員が出ない場合がある（2回半公演）。一組の持ち時間はおよそ20分で、6組2時間が一公演の標準。1 - 2か月に1度くらいの割で不定期で18時開演の夜席が行われていた。
2008年までは7月にはスーパー一座の『大須オペラ』を、12月には『大須師走歌舞伎』を上演していた。毎年9月には落語芸術協会による『芸協まつり』が実施されて、浅草演芸ホールや新宿末広亭、また、テレビでおなじみのメンバーが出演していた。この他、本公演以外に各種イベント会場として使用されることもあった。
2006年の4、5月には、今池の大衆演劇専門劇場（今池アカデミー劇場）閉鎖に伴い、貸し小屋となり大衆演劇が上演された。

### 2015年9月以後
落語、漫才、講談、色物をメインとしている。定席寄席は毎月1 - 10日であったが、2019年6月から貸館による収入確保のため毎月1日 - 7日となった。毎月ごとの出演者・演目入れ替えは2014年2月以前を踏襲している。出演者は定席寄席期間中でも交替することがある。
番組編成は11時（第一部）および14時30分開演（第二部）の2回公演が基本である。一時期寄席期間中の金曜日のみ夜席（18時開演）が行われて3回公演となったこともあるが、中止となった。出演者は一日同じだが、一部と二部で出演順が変更になる場合がある。一組の持ち時間はおよそ15～20分、7組2時間30分（休憩15分を含む）が一公演の標準であり、2014年2月以前と比べて1組多く、30分延長されている。
また、一部の月に関しては通常公演よりも公演時間が短い（演者も通常より少ない）「ショート寄席」を実施する日を設けている月もある。2024年3月から「尾張芸人ショート寄席」として定番化した。出演者は1回5組1時間30分（仲入り休憩あり）で1日5回公演、名古屋拠点の芸人が顔付けされるようになった。2025年に入りかつて大須にレギュラー出演していたタクマ、さやか結なども不定期ながら定席に出演している。
東京(落語協会・円楽一門会）・大阪（上方落語協会・関西演芸協会）に所属する落語家・芸人が招聘されることが多くなっているが、名古屋を拠点とする落語家・芸人も引き続き出演するなど、東西の枠にこだわらない編成となっている。地元名古屋芸人の出演枠は原則2組用意されており、名古屋よしもと所属芸人と、大須演芸場をホームグラウンドとする芸人・落語家がそれぞれ1組ずつ出演する。ただし、落語協会・上方落語協会の襲名・昇進披露興行の場合は名古屋よしもと1組のみの出演となっていたが、2019年6月の四代目三遊亭圓歌襲名披露公演以降、名古屋芸人が出演する場合もある。
落語芸術協会は引き続き『芸協らくご名古屋寄席』を年数回貸席で開催。東京での真打昇進披露興行終了後に、名古屋での披露目をこの枠で随時行っている。なお、定席においては、芸協所属の色物芸人は新生開場当初から時折出演があったが、落語家は2018年9月に春雨や風子、2021年4月に三遊亭遊かりが出演しており、2021年12月定席では昔昔亭A太郎が芸協所属として初めて主任（トリ）を務め、桂鷹治と共に出演した。
落語立川流所属の落語家は、2018年7月1～3日に立川龍志が定席主任として初出演。2020年10月に土橋亭里う馬が「登龍亭お披露目興行」に、2024年2月に立川こしらが出演。2023年1月からは、名古屋出身で拠点を地元に移した立川わんだが定席に出演している。
また、落語家以外にもベテラン漫才師も主任を務めることがある。
正月定席などには芸妓による舞踊、落語家や太神楽芸人による獅子舞などが行われる。5月のゴールデンウィーク定席には東名阪の芸人による大喜利（2020年より「女流大喜利」「GW東名阪大喜利」）が開催される。2018年以降の9月定席では出演者が日程別に東京組と大阪組に分かれての住吉踊りが行われ、観客は名古屋で東西の踊りを見比べることができる（2025年は中日（4日）に東西の芸人が出演しての住吉踊りのスペシャルコラボが行われる）。
毎月8 - 末日と定席寄席期間中の18時 - 21時30分までは貸席としており、独演会や演劇、舞踊、コンサートにも開放される。地元芸人やお笑いライブの会場としても活用される。若手・中堅芸人の全国ツアーの名古屋会場として利用されることも多い。また、例年12月は大衆演劇の松井誠が座長を務める劇団誠の公演が組まれる（2018年から）。
変わった使い方としては2018年と2019年に名古屋Ruby会議（主催：日本Rubyの会）が開催されている。発表者はめくりに寄席文字で名前が書かれ、出囃子と共に高座に上がり、座布団に正座してプレゼンを行った。

## 主な出演者
以前は大須演芸場専属の落語家ならびに色物芸人が主に出演。東京や上方からも客演があった。現在は東京・上方からの客演がメインとなっている。

### レギュラー出演者

#### 2015年9月以後
現在、名古屋を拠点とし、定期的に大須演芸場に出演する落語家・芸人。漫才師は泉 薬師寺を除き、全員が名古屋よしもと所属である。
- 登龍亭獅篭（落語）
- 登龍亭幸福（落語）
- 柳家三亀司（江戸曲独楽）- 「よしおかつかさ」名義で腹話術師としても出演
- アンダーポイント（漫才）
- オレンジ田中（漫談）[注釈 12]
- タックイン（漫才）
- おばけ（漫才）：2019年11月より
- 双六人間（漫才）：2023年1月より
- 旭堂鱗林（講談）
- 旭堂左南陵（講談）
- 登龍亭福三（落語）：2019年1月より
- 登龍亭獅鉄（落語）：2019年3月より
- 立川わんだ（落語）：2023年1月より
- 登龍亭門助（落語）：2022年8月より、登龍亭幸福門下。2025年4月まで前座
- 酒井直斗（漫談）：2020年12月より
- ブロードキャスト!!吉村（漫談）：2024年8月より（不定期）
- 泉 薬師寺（漫才）：2024年9月より[注釈 13]（不定期）
- sa-ya（マジック）：2025年2月より（不定期）
- みかん座[74]（大道芸）：2025年7月より
- タクマ（マジック）：（不定期）

芸人キャリア初期は「涙・笑隊（るいれんしょうたい）」というタクマ＆メグ＆モモコの3人組コントとして大須演芸場専属になる。テレビ愛知と中日新聞社主催の第1回「コントコメディーコンクール優勝」。トリオ解散後はタクマがピン芸人（漫談）として出演していた。現在はイリュージョンを中心のマジシャンとして、また、ラジオパーソナリティとして、中京圏を中心に活動している。長らく同場への出演から遠ざかっていたが、2016年7月に独演会を開き、22年ぶりに大須演芸場出演を果たした。2024年5月も大須で第2回の独演会を開催した後、2025年8月上席の3日間（5～7日）に35年ぶりに定席興行に出演した。同年10月の「新生大須演芸場10周年公演」にも顔付けされている。
- さやか結（漫談）：（不定期）

漫談家。2010 年～2015年までNHK名古屋「情報フレッシュ便 さらさらサラダ」のMCを務める。設楽町観光大使。結婚・出産を経て新体制以降は長らく出演がなかったが、2025年6月の定席で久しぶりに顔付けされた。同年10月の「新生大須演芸場10周年公演」にも顔付けされている。
- マギー審司（マジック）＊不定期に定席に飛び入り的に単発で出演する。

前座
- 旭堂左燕（講談・旭堂左南陵門下）：2023年10月より
- 登龍亭篭登（落語・登龍亭獅篭門下）：2023年10月より
- 登龍亭ゆり篭（落語・登龍亭獅篭門下）：2025年4月より

#### 正月初席レギュラー
以下の芸人は主に正月の初席特別興行に出演する。正月特別興行期間（元日～5日）は東都・上方の噺家はそれぞれの拠点で定席の初席出演が主となるため、二ツ目時代から毎年初席に出演しているぎん志（落語協会所属）を除き、漫才協会の一部芸人や名古屋の芸人が基本の顔付けとなる（例外あり）。開演前と終演後には原則寿獅子舞（ぎん志・柳家三亀司・太神楽芸人などが出演）が披露されて正月の雰囲気を盛り上げる。この興行の主任は漫才協会で重鎮クラスの球児・好児、おぼん・こぼんに加え、うち１日は前述の登龍亭獅篭、幸福の4組が交代で担当する事が恒例となっていた（担当日の割り当ては年によって異なる）。2024年の初席では高齢となった球児・好児が外れ、BOOMERが前出のおぼん・こぼん、獅篭、幸福とともに主任を受け持った。2025年はおぼん・こぼん、獅篭、幸福に加え、上方落語協会会長の笑福亭仁智が4・5日の主任として組まれた。
- 青空球児・好児（漫才、2023年まで）
- おぼん・こぼん（漫才）
- コント山口君と竹田君（コント）
- 古今亭ぎん志（壽獅子舞・落語）
- 名妓連（お座敷踊りや「金の鯱」を披露、日替わりで芸妓が2名ずつ出演）

#### 過去のレギュラー出演者
- トラッシュスター（漫才） - 2020年3月解散
- オレンジ（漫才） - 2022年5月まで

#### 2014年2月以前
かつて、大須演芸場を拠点としていた落語家・芸人・歌手たちについて記す。
多嶋ゆきお
コミックマジック。なげやりな口調で客の少なさを愚痴りながら、テレビで見た事のある様な演目を披露するが、オチはテーブルマジックでも大技を演じる信念を持って演じていた。待ち時間の間にロビーで犬を抱いている事が多い。2005年死去。
伊東かおる
1949年大分県出身の名古屋弁漫談家。本名は伊藤薫。「名古屋弁を全国に広める会（名全広）」会長。1974年大須演芸場デビュー。もとはボーイズやコントユニットのメンバーとして東京でも活動し、浅草松竹演芸場にもレギュラーで出演していた。2007年7月8日死去。
染井詞労
浅草などで活動したのち、昭和25年に名古屋に移り、ミヤコ蝶々とも共演していた。「新講談」を名乗り、釈台を前にしての語り芸。　  　
大東両
居合い切りが出来た唯一の紙切り師。また、アニメ『機動戦士ガンダム』に登場する全てのモビルスーツを切ることができた。浪曲師・寿々木冨士若は同一人物。2006年6月6日死去。
なごやのバタやん
バタやんこと田端義夫公認のものまね。映画『オース！バタヤン』(2013年（撮影は2006年）、田村孟太雲監督）にワンカット出演している。2010年11月21日死去。
波たかし
漫談家。東京の軽演劇出身で三波伸介門下。伊東かおると組んでの漫才・コントも行う。
ふしぎ光
手品師。
桂三の丞
岐阜県出身の大阪を拠点とする桂三枝門下の落語家。主に前座として活躍していたが、いつの間にか廃業していた。
大須くるみ  (三遊亭笑くぼ)
落語家、ダンサー。愛知県出身。天狗連の女流漫才師出身。稲垣流社中の舞踊家、パフォーマーとして、それまでのキャリアのほとんどを大須演芸場と共に過ごしたが、主任を長年勤めていた師匠(1989年入門)である三遊亭歌笑の東京復帰とともに上京して活躍の場を移し、以降は愛知と東京を行き来し活躍している。
伊勢元気
1954年三重県伊勢市出身のコメディアン・漫談家・喜劇俳優・劇団主宰者。萩本欽一に師事後、吉本興業やホリプロに在籍していた (1970年入社の間寛平や木村進と同期) 。大阪→東京と流転を重ね、大須を本拠地と定めて活躍している。マルセ太郎+間寛平と並び、猿のモノマネで有名。映画『お姐ちゃんお手やわらかに』(1975年4月26日公開、ホリプロ+東宝)に当時在籍していたコントチーム『てんつくてん（天突天）』の一員として出演した。2020年5月に久しぶりに演芸場で公演予定であったが、新型コロナウイルスによる休館のため一年延期した後に開催された。
かつら竜鶴
三味線漫談、民謡。愛知県警察本部警察官、カメラ店経営、芸人と多彩な経歴を持つ。テレビ番組の企画で遠峰あこに民謡「名古屋名物」を教えた。2020年8月2日、肝硬変で死去。
早川侊志（こうじ）
司会・漫談。本名前田幸夫。大阪府生まれ。1972年松竹演芸場で初舞台。及川洋・高橋博に師事。日本司会芸能協会・東京演芸協会所属。足立席亭時代の末期に出演していた。2020年4月2日、心筋梗塞で死去。
東英治
一輪車・手品。戦前からのキャリアを持つベテラン曲芸&手品師。自分の歌う『チンライ節』をBGMに手品を演じていた。
鳥居克次
マジシャン。1965年、マジック同好会に所属。1997年よりマジッククラブ「ユートピア」代表。2006～2014年出演。
柳家小三亀松
日本都々逸協会会長。ボーイズ出身の元落語家。愛知県出身、在住。柳家三亀松の名前弟子。2009年死去。
雷門小福
名古屋出身。東京落語の亭号のひとつ「雷門」をなのる一党ではあるが、デビュー以来ずっと名古屋で活動していた艶笑落語を得意とする落語家。東京の協会等には属さず、フリーの芸人として自身のプロダクションを持っていた。前出の幸福、獅篭、福三の師匠。得意ネタは「花色木綿」（＝「出来心」）など。2012年4月7日死去。
桂福若
上方落語家。犬山市在住のためか、「名古屋の落語家」としてカウントされていない。桂福團治は師匠で実父。従姉の泉ピン子も大須演芸場に出ていたことがある。1985年の阪神タイガースの優勝時に、初めて道頓堀川に飛び込んだ人物とされる。2013年以降『愛国落語』を標榜して賛否両論の物議を醸した。
ひとみちゃん
漫談家・司会者・俳優、『艶歌シャンソニエ』家元。名古屋市出身。無慈悲なパイプ所属。自作の艶歌を織り交ぜたバーレスクショーを意識した老若男女が楽しめるオリジナルの芸題で出演していた。その後、名古屋のみならず、大阪と東京も視野に入れ、劇場公開映画作品に出演する様になる。その特異なキャラクターが評価され、様々な作品に起用されることとなり、出演作の主題歌、挿入歌を手掛ける様になる。
坂井千春・桜ゆみ・星まゆみ
演歌歌手。「美人」演歌歌手という肩書で出演していた。
あおき三朝・うたこ
大道芸人。東京都ヘブンアーティスト。青の衣装の三朝（夫）と黄色い衣装のうたこ（妻）の夫婦による組体操・ジャグリングなどを交えたパフォーマンス。
四代目三遊亭歌笑
落語家。1985-2004年の長きに渡り、同劇場の主任を勉め、東西の落語家との橋渡し役をつとめた。2016年以降の大須演芸場では、年に一度貸館で独演会を開催。

### 主な客演者
古今亭志ん朝
江戸落語の名人。席亭の心意気に感じて、1991年から1999年まで毎年独演会を行っていた。小林信彦や中野翠は、毎年その公演を聞きに名古屋まで出かけていた。当時の音源の一部は『古今亭志ん朝 大須演芸場CDブック（河出書房新社）』として2012年に発売された。2001年10月1日死去。
二代目露の五郎兵衛
上方落語の名人。定期的に露の五郎兵衛一門が出演していた。2009年3月30日死去。
露の団姫
落語家になる前、名古屋での高校生時代に演芸場でアルバイトをしていた。落語家になってからは師匠の露の團四郎と共に出演。のちに夫となる豊来家大治朗と出会ったのは、大須演芸場出演時である。
南けんじ
東京の漫談家、司会者。最晩年の拠点として出演を続けた。ネタは時事漫談と浅草での思い出ネタが多かった。
三代目三遊亭圓丈
地元名古屋出身の落語家として、大須演芸場のことを常に気にかけており、足立席亭時代の末期は回数が減ってしまったものの、年1回程度は高座に上がっていた。旧大須演芸場とそこに出演する芸人を描写した新作落語「悲しみの大須」はCD化された。2015年以降も、旧・新大須演芸場ともに定席に出演し続けてきた数少ない出演者。2021年死去。
桂珍念
上方落語家。桂文珍門下。客演として頻繁に出演していた。
二代目快楽亭ブラック
元落語立川流。2011年1月より3年間、自宅のある東京から随時「出張」し、公演中は演芸場に寝泊まりする形で拠点としていた。上述の通り、強制執行が行われる直前まで大須の高座で演じ続けた。
荒川キヨシ・小唄志津子
戦前から大阪で活躍した阿呆陀羅経でお馴染みの古老のコンビ。舞台は大阪中心だったが晩年大須で活動する。大阪市西成区山王の「てんのじ村」に住んでいた。
東洋小勝
1912年生まれ。戦前の16歳の頃に『チャップリンのそっくりさんコンテスト』で優勝して芸界入りし、後に奇術師に転身。戦後は曲芸(太神楽と玉乗り)に転身し舞台は大阪中心だったが、晩年大須を拠点として活動する。決まりギャグは『曲芸はパランス!!!!』(原文ママ)。荒川キヨシ・小唄志津子と同じく、てんのじ村に住んでいた。尚、宝塚映画の『河内風土記 おいろけ説法』(1961年 久松静児監督、森繁久彌主演)に出演したことがある。
河内文春・尾乃道子
戦前から大阪で活躍した音頭取り系漫才の古老のコンビ。長らく大阪中心だったが1980年代の晩年大須で活動する。かつてわらわし隊第4回北支那班のメンバー。当時は河内家美代次・文春という芸名だった。
Wコミック
花島二郎
腹話術師。1951年2月6日東京都目黒区生まれ。1973年花島三郎に入門、2006年4月東京演芸協会所属。人形漫談（腹話術）客演として出演。エルヴィス・プレスリー、マリリン・モンロー、恐竜のジョイ、紙切り〜猫のミッシェル、宇宙人レインボーマン・ダン、ジミー・ザ・キッド等々毎回6体以上のパペットを持ち込み、毎回演目を変えて演じていた。クリスチャンとして慈善公演にも力を注いでいた。2014年死去。
杉のぼる（杉たかし）
大阪在住の川上のぼるに憧れて腹話術人形師になった、師匠を持たない芸人で長年大須演芸場に出演していた。『銭形金太郎』(テレビ朝日系)のスペシャルには欠かせない存在。
奥津由三
吉本新喜劇、コマ新喜劇に出演していたコメディアン。「チャボチャボ!!」のギャグで有名。席亭に代わる興行主の芸人として表に出ていたこともある。2022年死去。
マッハ金太郎
マジシャン。新生開場直後の一時期、前座代わりの雑用などをこなし、幕間に飴や最中などを販売しながら出演していた。

### スタッフ・関係者

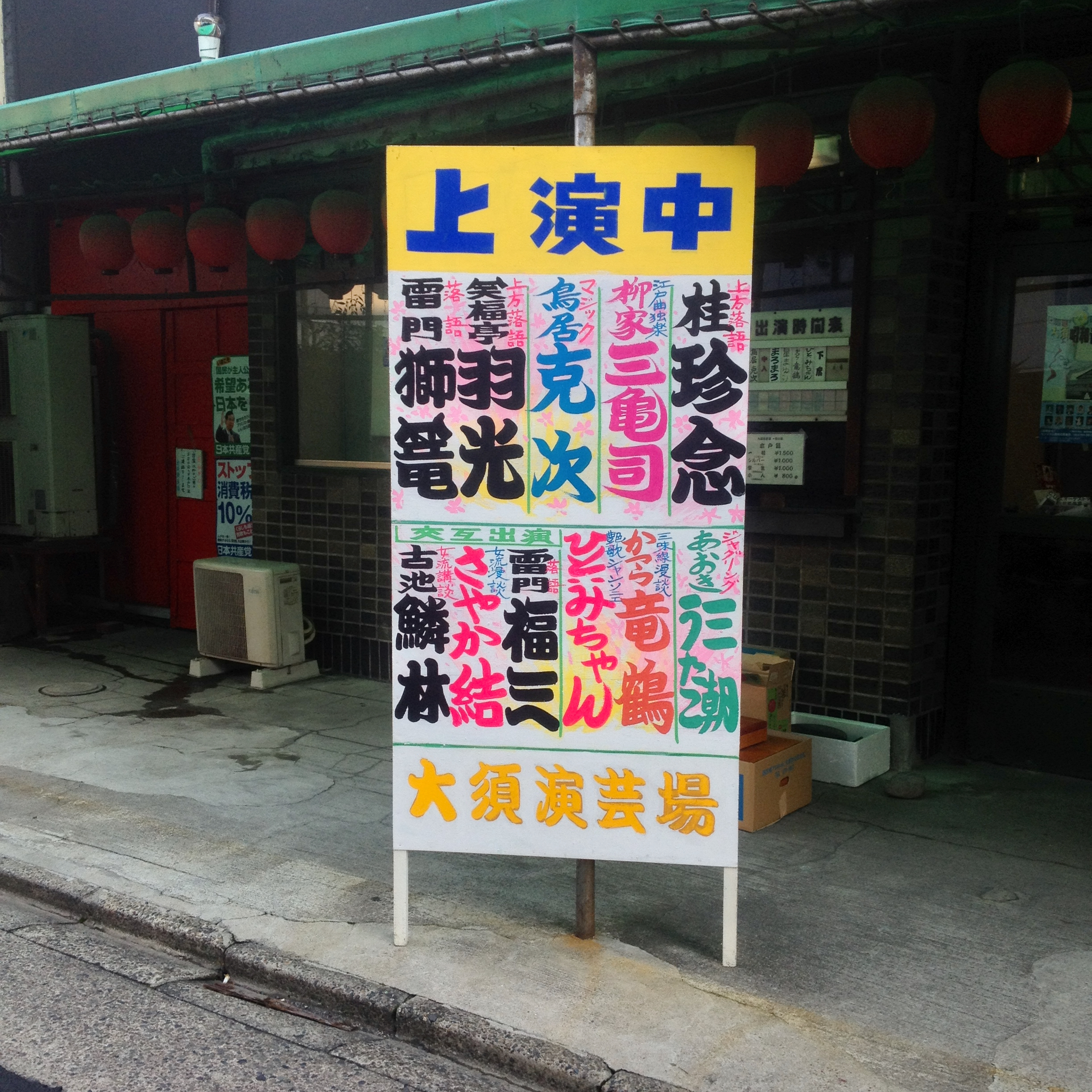
旧大須演芸場の出演者名を書いた立看板

姫
大須演芸場裏方。本名は小林（旧姓：服部）敦代。1993年、18歳で大須演芸場に惚れ込み、足立席亭（当時）に頼み込んで演芸場で働き始める。舞台進行・お茶子としてのみならず時には出演者としても登場する活躍ぶりで、愛称「姫」「姫ちゃん」として出演者に可愛がられる。2015年に経営母体が変わって再開後も、引き続きお茶子として勤務している。
カッパさん
足立席亭時代、大須演芸場の出演者の名前が書かれた立看板を書いていた男性。芸人ではない。「カッパさん」はおかっぱ頭のヘアスタイルからの通称。出演者が聞いたところでは、世界中を旅して生計を立て、日本には大須演芸場の看板を書くためだけに戻ってきていたという。2021年死去。
橘右太治
新生大須演芸場の寄席文字によるロゴ・看板・めくり等を手掛ける。本名は小田幸広。1950年愛知県蒲郡市生まれ・在住。東京農業大学の落語研究会在学中に橘右近に師事、1975年に右太治の名をもらう。中京寄席文字勉強会・蒲郡落語を聴く会主宰。
なかむら治彦
愛知県出身・在住の漫画家・イラストレーター・落語作家。新生開場以降、場内になかむらも含んだ「日本落画家協会」メンバーが描く落語関連のイラストが展示されている。2023年7月から、なかむらのイラストによる演芸場オリジナルトートバッグとTシャツも販売。

## その他
- 入口横には飲料の自動販売機が複数置かれ、足立席亭時代には「自動販売機の売り上げのほうが入場料収入より多い」と言われて「自動販売機師匠」と揶揄された。現在は場内１階ロビーにもビールの自動販売機がある。
- 場内飲食は可（コロナ禍期は不可とされた）。酒類も可。団体客向けに弁当を販売している。
- 定席開催期間中は、演芸場表の自動販売機の隣のスペースに観客用も兼ねた環境美化のためのゴミ箱と喫煙スペースが設けられ、演芸場利用客以外も使用可能である。

## 料金

### 通常定席
いずれも、2024年7月現在（2024年7月一部料金改正）。正月など特別興行の場合には変更あり。
- 一般：前売 3,000円　当日 3,300円
- シニア（65歳以上）：前売  2,800円  当日 3,000円
- 身障者：前売 2,400円  当日 2,500円[100]
- 学生（小～大学生）前売  2,000円　 当日 2,100円
- 大須応援団友の会：2,600円（前売・当日同一料金）
- 通し券（通常興行のみ）：1,000円　*追加購入することで第一部・第二部を通して観覧できる。当日券のみ。
- こども割： 大人（シルバー・学生・友の会含む）1人につき、同伴の小中学生は一人1,000円で入場できる(人数制限無し）。当日券のみ。
- 大須応援団友の会お友達割引 - 大須応援団友の会会員と一緒に来場した観客は、前売・当日とも2名まで1人 2,700円で入場できる。
- 演芸場内での入場料等の支払にクレジットカード・電子マネー・愛知県や名古屋市が発行した各種商品券などの使用可。
- 定席開催時以外には、大須観音通商店街内の「大須おみやげカンパニー」で前売券・一部貸席チケットなどを販売している。
- 定席前売チケットはチケットぴあ・CNプレイガイド・名鉄ホールチケットセンター・中日新聞販売店などで公演の一か月前の１日より販売。

- 定席入場の際は当日窓口で購入チケットを確認の上整理券を配布、友の会会員入場後、番号順に入場する。当日窓口は場内ではなく入口前に張られたテント内にある。

### 尾張ショート寄席
いずれも、2025年7月現在（1日5公演時）の1公演時の料金。公演によって詳細が変更になる場合がある。販売方法などは定席に準じる。
- 一般：前売 1,700円　当日 2,000円
- シニア（65歳以上）：前売 1,500円 当日 1,700円
- 学生（小～大学生）：前売 1,000円  当日 1,100円
- 大須応援団友の会：1,500円（前売・当日同一料金）
- 通し券：1,000円　*追加購入で観覧した回の次の公演１回のみ観覧できる。当日券のみ。
- こども割： 大人（シルバー・学生・友の会含む）1人につき、同伴の小中学生は一人500円で入場できる(人数制限無し）。当日券のみ。
- 大須応援団友の会お友達割引 - 大須応援団友の会会員と一緒に来場した観客は、前売・当日とも2名まで1人 1,600円で入場できる。

### 友の会・その他
- 2015年以降「大須応援団友の会」（年会費 6,000円[101]）を開始。定席寄席招待券（年1枚）・定席の割引（前売・当日とも）・一般客より定席に5分優先入場権（2016年12月より）・東海落語往来（情報誌）の送付などの特典がある。
- 定席寄席の入場券と引き換え可能な「（前売・当日） 引換券」を発行、劇場窓口・大須おみやげカンパニーで販売している。料金は一般・シニアの設定があり、購入枚数により通常料金より大幅にお得になる。景品・福利厚生などに利用可能。有効期間は発行から1年間。特別寄席の時は不足分の追加が必要。定席料金より安いショート寄席でも利用可能だが差額の返金はない[102]。
- 2025年5月より、定席寄席の平日公演に限り「あいち・なごや周遊パスポート」（（一社）愛知観光協会発行）で1回入場可能。土日公演・年始公演（1月1日～5日）・特別公演・ショート寄席・貸館公演は利用不可。

- 1980年12月から半年で5,000円、1年で9,000円（学生割引、老人優待券あり）の定期券が存在したが[新聞 23]、2年ほどで廃止になった。

## 所在地
- 愛知県名古屋市中区大須2-19-39

## アクセス
- 名古屋市営地下鉄鶴舞線 大須観音駅から徒歩3分
- 名古屋市営地下鉄名城線・鶴舞線 上前津駅から徒歩10分